# 薩堤爾
薩堤爾（拉丁語：satyrus）又譯薩特、薩提洛斯或薩提里，即羊男，一般被視為是希臘神話裡的潘與狄俄倪索斯的複合體的精靈。薩堤爾擁有人類的身體，同時亦有部份山羊的特徵，例如山羊的尾巴、耳朵和陰莖。
一般來說他們是酒神狄俄倪索斯的隨從。他們主要以懶惰、貪婪、淫蕩、狂歡飲酒而聞名。傳說是赫耳墨斯和伊佛提瑪之子，另說是赫耳墨斯和那伊得斯之子。
在早期的古典藝術造型中，他們是半人半羊的神，他們長著山羊的耳朵，頭上生有短小的羊角，腳和腿都是山羊的形狀，拖著山羊或馬一樣的尾巴，渾身都是毛。隨着時間的推移，薩提洛斯身上的獸類特征才逐漸減少以至消失。
古代人認爲，薩提洛斯裏有長幼之分，年長者被稱爲西勒尼，年幼者叫做薩提裏斯客。他們的標志是酒神杖、長笛、毛皮或酒杯。有時，薩提洛斯被視作最低級的樹林之神，跟隨着潘或宁芙仙女在森林中遊逛。

## 外部連結
- Satyroi （页面存档备份，存于）
- Satyrs in Cryptozoology （页面存档备份，存于）
- Jewish Encyclopedia: Satyr （页面存档备份，存于）